# Distenia punctulatoides
Distenia punctulatoides es una especie de escarabajo longicornio del género Distenia, categorizada en la tribu Disteniini, de la orden Coleoptera. Fue descrita por Hubweber en 2010.

## Descripción
Mide 19 mm de longitud.

## Distribución
Se distribuye por China.